# Гранд-Форкс (Британская Колумбия)
Гранд-Форкс (англ. Grand Forks) — город в Приграничном районе (country) региона Западный Кутеней в Британской Колумбии, Канада. Он расположен у слияния рек Гранби и Кеттл (Кеттл — один из притоков Колумбии). Население города 4 049 человек, население прилежащего округа более 10 000. Город расположен в непосредственной близости от границы Канады с США и примерно в 500 км на восток от Ванкувера.
Город известен значительной этнически русской диаспорой — в первую очередь потомками духоборов, вывезенных Л. Н. Толстым и квакерскими обществами в Канаду из Батума в 1898—1899 годах.

## История
Город вырос и пережил пик своего развития на рубеже XIX—XX веков в связи с началом разработки богатейших лесных ресурсов, развитием железнодорожной сети и горнодобычи. Официально разросшееся поселение промышленников было провозглашено городом в 1897 году. Его название связано со слиянием рек («вилкой»), на котором он стоит. Западная часть города была отдельным городом-соперником Колумбия, но в 1903 году они слились воедино.
В 1908 и 1911 году построенный из брёвен город опустошали пожары, однако он быстро отстраивался. В 1908—1912 с востока Канады сюда приехали духоборы, община которых, не найдя общего языка с администрацией Саскачевана, закупила значительные земельные владения в окрестностях Гранд-Форкса и развила здесь деревообработку, огородничество и завод по консервированию фруктов. Два духоборческих сообщества того времени, Утешение и Бриллиант, располагаются неподалёку от города и по сей день.

## Климат
В Гранд-Форксе умеренно континентальный климат. Также на климат влияет высота города — 532 м. Зима холодная, но непродолжительная, лето жаркое, характеризуется большими суточными колебаниями температуры воздуха. Осадков выпадает, в среднем, 510 мм в год.
| Показатель                    | Янв.  | Фев.  | Март  | Апр. | Май  | Июнь | Июль | Авг. | Сен. | Окт. | Нояб. | Дек.  | Год   |
| ----------------------------- | ----- | ----- | ----- | ---- | ---- | ---- | ---- | ---- | ---- | ---- | ----- | ----- | ----- |
| Абсолютный максимум, °C       | 16,1  | 19,4  | 24,0  | 31,7 | 36,1 | 37,0 | 42,2 | 39,4 | 36,7 | 30,0 | 18,9  | 25,0  | 42,2  |
| Средний суточный максимум, °C | −1,5  | 2,9   | 9,6   | 15,6 | 20,2 | 23,9 | 28,0 | 28,1 | 22,6 | 13,8 | 4,2   | −1,3  | 13,8  |
| Средняя температура, °C       | −5    | −1,4  | 3,8   | 8,6  | 13,0 | 16,4 | 19,5 | 19,3 | 14,3 | 7,3  | 0,8   | −4,4  | 7,7   |
| Средний суточный минимум, °C  | −8,5  | −5,6  | −2    | 1,5  | 5,7  | 9,0  | 11,0 | 10,5 | 6,0  | 0,8  | −2,7  | −7,5  | 1,5   |
| Абсолютный минимум, °C        | −38,9 | −34,4 | −22,8 | −8,3 | −8,3 | −1,7 | 1,1  | 0,0  | −6,1 | −14  | −29   | −37,8 | −38,9 |
| Норма осадков, мм             | 48,1  | 34,2  | 32,8  | 40,7 | 56,4 | 57,5 | 41   | 36,2 | 28,3 | 30,4 | 51,6  | 52,7  | 509,8 |
| Источник: Environment Canada  |       |       |       |      |      |      |      |      |      |      |       |       |       |

## Колледжи
- Селкирк-колледж

## Музеи
- Музей пограничья (краеведческий, на месте деревни духоборов Фруктовая) — Boundary Museum[1]
- Художественная галерея — Grand Forks Art Gallery[2]
- Историческая местность Деревня духоборов у горы Харди (краеведческий музей) — Hardy Mountain Doukhobor Village Historic Site[3]

## Персоналии

### Уроженцы города
- Дмитрык, Эдвард, кинорежиссёр
- Барли, Билл, министр сельского хозяйства Канады (en:Bill Barlee)

### Жители города
- Баррелл, Мартин, фермер из Гранд-Форкс, министр сельского хозяйства, госсекретарь Канады
- Балабанов, Василий Васильевич, российский политик начала XX века, после революции поселился в Гранд-Форкс, где преподавал русский язык